# Droga wojewódzka nr 249

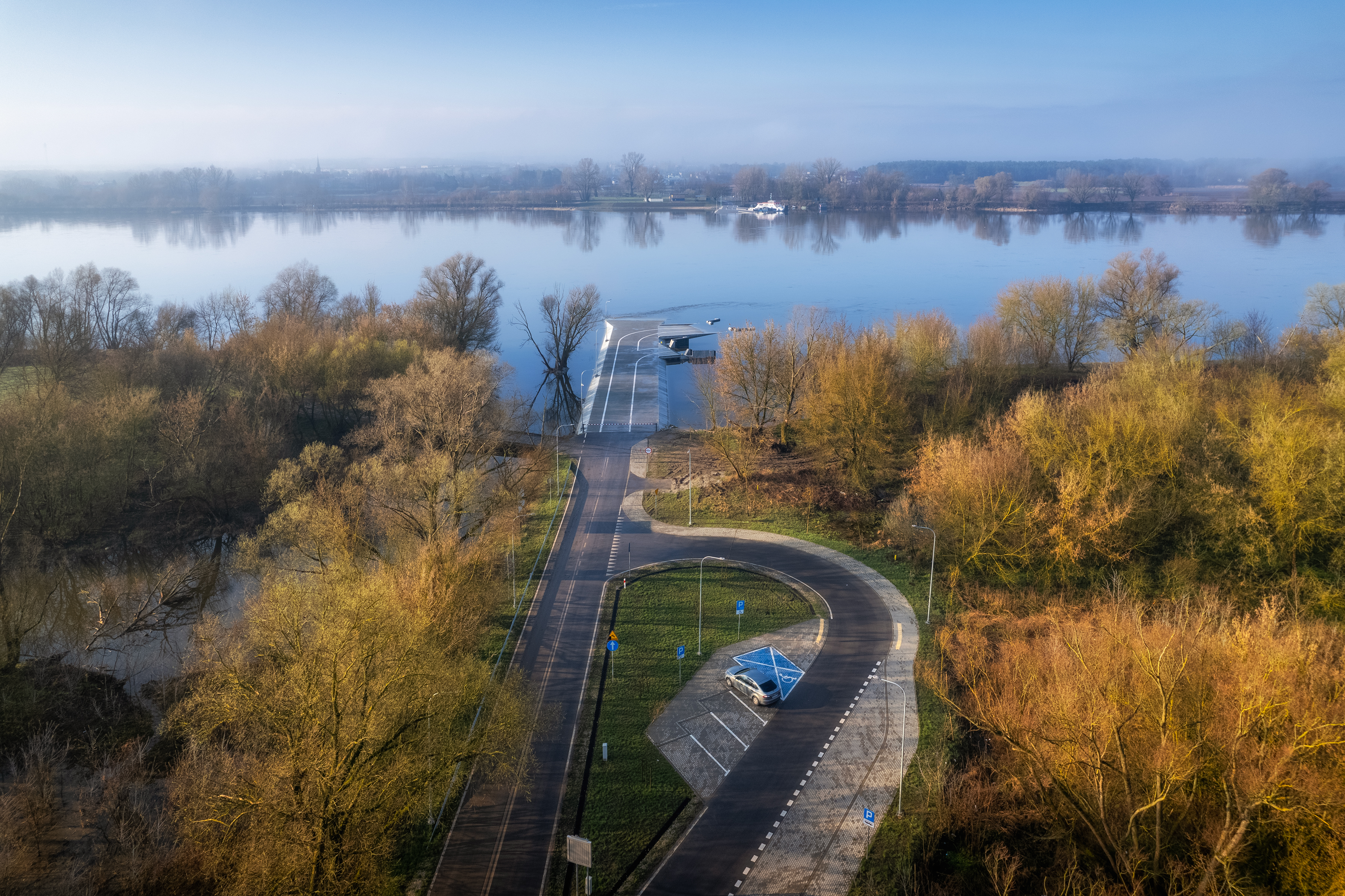
Północny przyczółek przeprawy promowej w Czarnowie

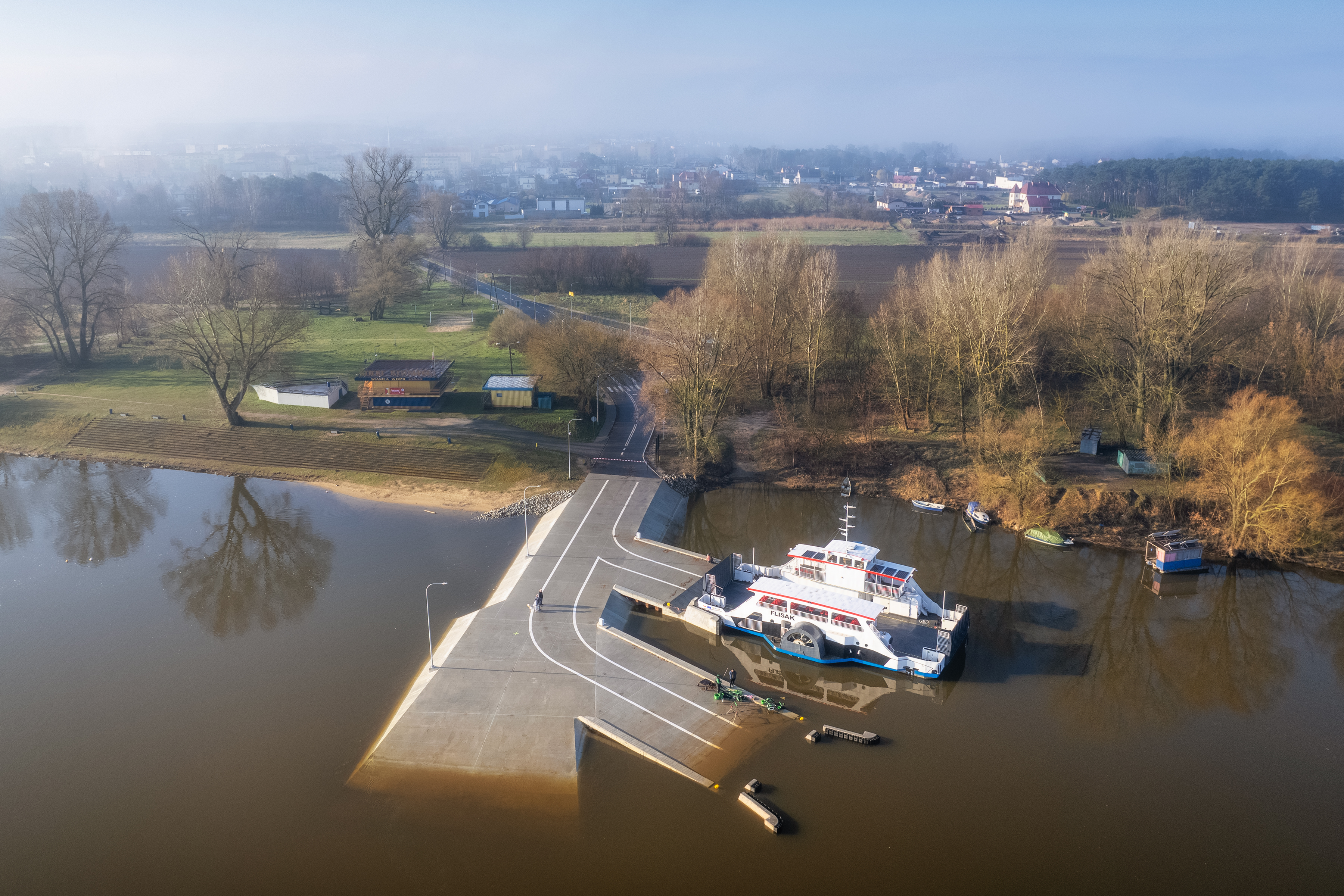
Południowy przyczółek przeprawy promowej w Solcu Kujawskim

Droga wojewódzka nr 249 (DW249) – droga wojewódzka ciągnąca się przez teren miasta Solec Kujawski w powiecie bydgoskim i przez teren gminy Zławieś Wielka (w pobliżu wsi Czarnowo) w powiecie toruńskim w woj. kujawsko-pomorskim. Jej długość wynosi w przybliżeniu 5,114 km (3,164 km na terenie Solca Kujawskiego), natomiast jej powierzchnia (tylko na terenie Solca Kujawskiego) – 21 400 m2.

## Przebieg trasy
DW249 rozpoczyna swój bieg na skrzyżowaniu z DK10 i biegnie w kierunku północnym ul. Leśną. Około 2 km dalej, zaraz za skrzyżowaniem z DW204, droga wiaduktem pokonuje linię kolejową Bydgoszcz - Toruń wraz ze stacją kolejową (do 2013 był tam przejazd kolejowo-drogowy). Następnie DW249 biegnie ul. 23 Stycznia aż do Rynku Miejskiego – Placu Jana Pawła II, gdzie droga zakręca w kierunku zachodnim i wchodzi w ul. Bydgoską. Dalej biegnie ona aż do skrzyżowania tejże ulicy z ul. Żeglarską, którą z kolei biegnie na północ aż do rzeki Wisły (początkowy odcinek tej ulicy – między ul. Bydgoską a ul. Kościuszki – jest wspólny z DW394).
W tym miejscu DW249 ma 3,164 km i kończy się jej przebieg w gminie Solec Kujawski. Spotykamy tu nieciągłość drogi w postaci rzeki o przybliżonej szerokości 500 m (przeprawa przez rzekę). Na drugim brzegu Wisły droga kontynuuje swój przebieg, lecz już w gminie Zławieś Wielka, w pobliżu wsi Czarnowo. DW249 na drugim brzegu rzeki biegnie przez prawie 2 km, aż kończy się na skrzyżowaniu z DK80.
Większość DW249 przebiega w centrum miasta i biegnie wzdłuż gęstej i zwartej zabudowy domków jednorodzinnych nazywanej Osiedlem Leśnym (wzdłuż ul. Leśnej), osiedli bloków mieszkalnych, sklepów i innych obiektów usługowych (ul. 23 Stycznia, ul. Bydgoska). Przy ul. Żeglarskiej znajduje się jedynie kilka domków jednorodzinnych – jest to ulica prowadząca do Wisły, w większości niezasiedlona.

## Planowana przeprawa promowa
29 kwietnia 2023 (a więc z opóźnieniem – pierwotnie wskazywano jesień 2018, a następnie kwiecień i czerwiec 2019) samorząd wojewódzki uruchomił w ciągu drogi wojewódzkiej nr 249 przeprawę promową z promem Flisak. Prom dopłynął do przeprawy pod koniec 2022 roku. Uruchomienie przeprawy było przekładane z powodów konieczności pogłębienia podejścia do przyczółków i prac na promie.
Prom Flisak to prom o napędzie łopatkowym bocznym zapewnianym przez 2 silniki spalinowe. W rejonie śródokręcia, nad pokładem umieszczono sterówkę. Po tej samej stronie znajduje się 16 miejsc siedzących dla pasażerów, a po przeciwnej stronie 42 miejsca. Na dziobie i rufie zamontowano klapy wjazdowo-zjazdowe podnoszone siłownikami hydraulicznymi. Prom ma ładowność 15 samochodów po 2,25 t każdy oraz 80 pasażerów (tj. 6 ton), względnie 1 autobus + 2 busy + 6 samochodów - łącznie około 39 ton i zanurzenie 0,7 m. Prom będzie rozwijał prędkość do 13 km/h, ma długość 24 metrów i szerokość 11 (wstępnie podawano 16) m.

## Miejscowości leżące przy trasie DW249
- Solec Kujawski
- Czarnowo